# Ulrike Holzner
Ulrike Holzner (Maguncia, 18 de septiembre de 1968) es una deportista alemana que compitió en bobsleigh en la modalidad doble. 
Participó en los Juegos Olímpicos de Salt Lake City 2002, obteniendo una medalla de plata en la prueba doble (junto con Sandra Prokoff). Ganó una medalla de plata en el Campeonato Mundial de Bobsleigh de 2003.

## Palmarés internacional
| Juegos Olímpicos   | Juegos Olímpicos                | Juegos Olímpicos | Juegos Olímpicos |
| Año                | Lugar                           | Medalla          | Prueba           |
| ------------------ | ------------------------------- | ---------------- | ---------------- |
| 2002               | Salt Lake City (Estados Unidos) | Medalla de plata | Doble            |
| Campeonato Mundial |                                 |                  |                  |
| Año                | Lugar                           | Medalla          | Prueba           |
| 2003               | Winterberg (Alemania)           | Medalla de plata | Doble            |